# Celestial (canción)
«Celestial» (en inglés: «Heavenly») es el segundo sencillo del tercer álbum del grupo mexicano RBD, Celestial. Compuesto por Carlos Lara y Pedro Damián.
Se confirmó que el segundo sencillo sería "Celestial" en enero del 2007 en México. Originalmente, en el 2006, "Bésame Sin Miedo" iba a ser lanzada como el segundo sencillo. En su lugar, se hicieron planes para lanzar "Bésame Sin Miedo" en el resto de América Latina y el sencillo de "Celestial" sólo en México. Pero debido a que el grupo estaba ocupado en la grabación de RBD: La Familia, la promoción de los dos álbumes (Celestial y Rebels) y preparando la gira, Posponen lanzar "Bésame sin miedo" como segundo sencillo. Por lo tanto, "Celestial" fue lanzado en México en marzo de 2007 y en el resto de América Latina, la canción fue lanzada en las radios a finales de abril del mismo año.

## Video musical
El video fue grabado en las afueras de México, en él se puede observar un bello paisaje con los volcanes Iztaccíhuatl y Popocatépetl de dicha localidad, en el clip vemos algunas escenas entre Maite, Christian, Anahi, Alfonso, Dulce y Christopher. 
El grupo luce unas prendas inspiradas en la moda "hippie" con el fin de dar un aire de libertad a su material discográfico[cita requerida] que lleva de nombre Celestial.

## Posicionamiento
| Listas (2007)                | Posición |
| ---------------------------- | -------- |
| US Billboard Latin Pop songs | 40       |
| México                       | #1       |
| Brasil                       | 2        |
| España                       | 5        |
| Perú                         | 11       |
| Colombia                     | 3        |
| Chile                        | #1       |
| Ecuador                      | 10       |
| Venezuela                    | 2        |
| Argentina                    | 22       |

|-
|}